# 印威內斯座堂
印威內斯座堂（英語：Inverness Cathedral）是英國蘇格蘭城市印威內斯的一座蘇格蘭聖公會教堂。印威內斯座堂是大不列顛島最北端的主教座堂，並且是英國自宗教改革之後修建的第一座主教座堂。